# Кукпоурук
Кукпоурук (Кукповрук; англ. Kukpowruk River) — река на северо-западе штата Аляска в США, протекает по территории боро Норт-Слоп.
Название реки имеет эскимосское происхождение и возможно означает «водный поток» или «довольно большой водный поток».
Берёт начало в горах Де-Лонг (западная окраина хребта Брукса) и течёт преимущественно в северном направлении. Впадает в лагуну Касегалук, отделённую от Чукотского моря группой барьерных островов. Устье реки находится в 14 км к югу от населённого пункта Пойнт-Лей. Длина реки составляет 257 километров.